# Аквапорин-8
AQP8 (англ. Aquaporin 8) – білок, який кодується однойменним геном, розташованим у людей на короткому плечі 16-ї хромосоми. Довжина поліпептидного ланцюга білка становить 261 амінокислот, а молекулярна маса — 27 381.
| 10         |  | 20         |  | 30         |  | 40         |  | 50         |
| ---------- |  | ---------- |  | ---------- |  | ---------- |  | ---------- |
| MSGEIAMCEP |  | EFGNDKAREP |  | SVGGRWRVSW |  | YERFVQPCLV |  | ELLGSALFIF |
| IGCLSVIENG |  | TDTGLLQPAL |  | AHGLALGLVI |  | ATLGNISGGH |  | FNPAVSLAAM |
| LIGGLNLVML |  | LPYWVSQLLG |  | GMLGAALAKA |  | VSPEERFWNA |  | SGAAFVTVQE |
| QGQVAGALVA |  | EIILTTLLAL |  | AVCMGAINEK |  | TKGPLAPFSI |  | GFAVTVDILA |
| GGPVSGGCMN |  | PARAFGPAVV |  | ANHWNFHWIY |  | WLGPLLAGLL |  | VGLLIRCFIG |
| DGKTRLILKA |  | R          |  |            |  |            |  |            |

A: Аланін

C: Цистеїн

D: Аспарагінова кислота

E: Глутамінова кислота

F: Фенілаланін

G: Гліцин

H: Гістидин

I: Ізолейцин

K: Лізин

L: Лейцин

M: Метіонін

N: Аспарагін

P: Пролін

Q: Глутамін

R: Аргінін

S: Серин

T: Треонін

V: Валін

W: Триптофан

Задіяний у такому біологічному процесі, як транспорт. 
Локалізований у мембрані.